# Буйак (Аверон)
Буйа́к (фр. Bouillac, окс. Bolhac) — коммуна во Франции, находится в регионе Окситания. Департамент — Аверон. Входит в состав кантона Каденак-Гар. Округ коммуны — Вильфранш-де-Руэрг.
Код INSEE коммуны — 12030.
Коммуна расположена приблизительно в 480 км к югу от Парижа, в 125 км северо-восточнее Тулузы, в 45 км к северо-западу от Родеза.

## Население
Население коммуны на 2008 год составляло 427 человек.
| 1962 | 1968 | 1975 | 1982 | 1990 | 1999 | 2008 |
| ---- | ---- | ---- | ---- | ---- | ---- | ---- |
| 490  | 514  | 520  | 506  | 453  | 426  | 427  |

## Экономика

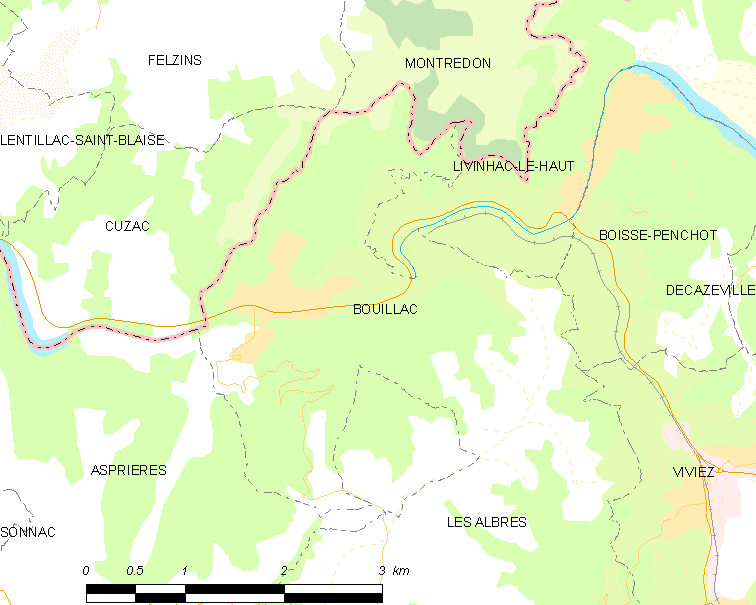
Карта коммуны

В 2007 году среди 239 человек в трудоспособном возрасте (15—64 лет) 177 были экономически активными, 62 — неактивными (показатель активности — 74,1 %, в 1999 году было 67,6 %). Из 177 активных работали 160 человек (86 мужчин и 74 женщины), безработных было 17 (8 мужчин и 9 женщин). Среди 62 неактивных 7 человек были учениками или студентами, 25 — пенсионерами, 30 были неактивными по другим причинам.